# 眾新聞
眾新聞 曾是香港一間新聞網路媒體，由香港十名傳媒工作者、新聞學者及新聞工作者創辦，包括資深新聞工作者李月華、前《明報》總編輯劉進圖、前《明報》執行總編輯姜國元、前香港記者協會（香港記協）主席麥燕庭、前香港記協主席岑倚蘭等，前香港記協主席楊健興任《眾新聞》主筆。

## 歷史沿革

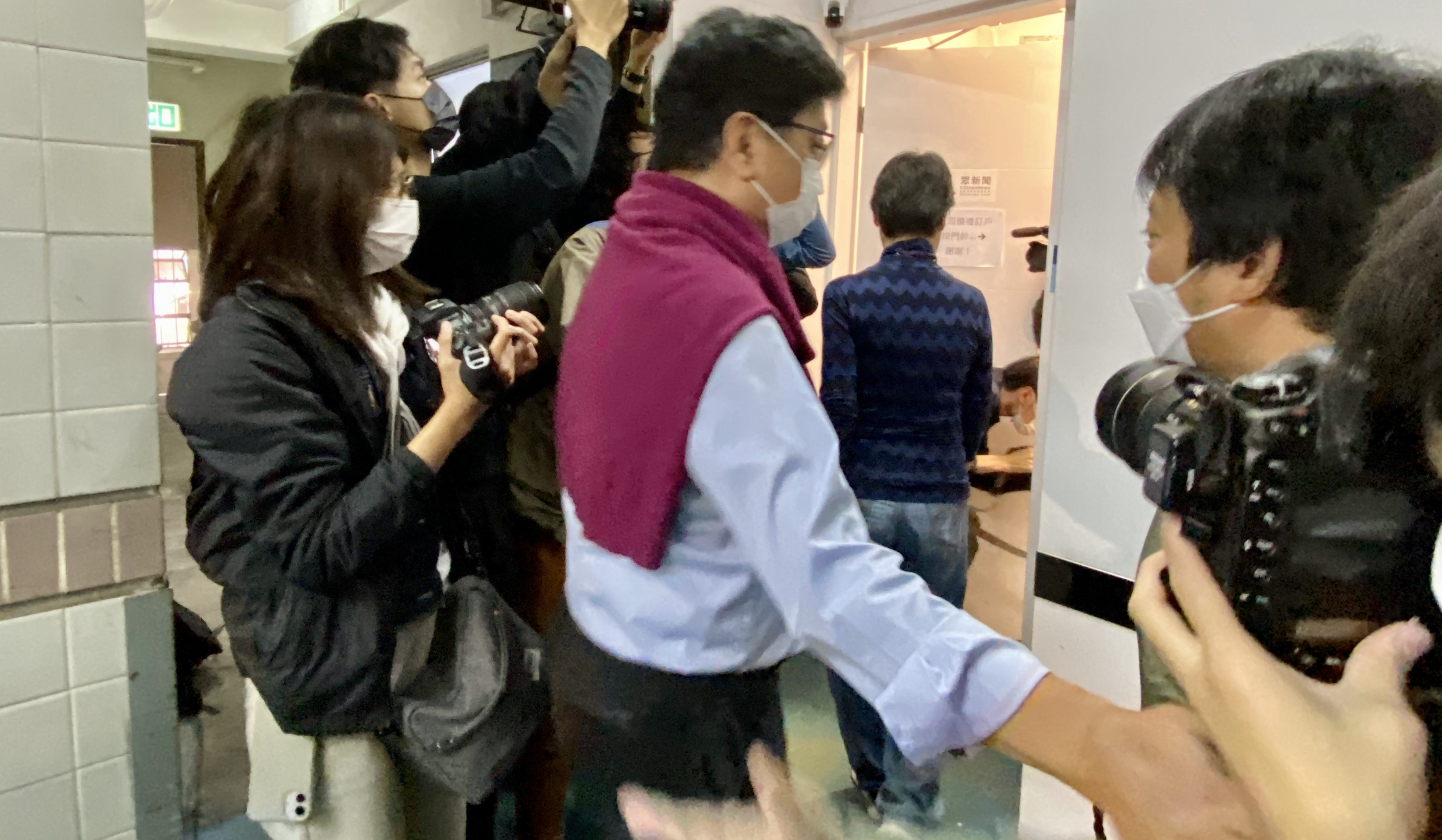
2022年1月3日《众新闻》主笔杨健兴在记者会结束后，返回办公室前与到场采访的记者握手道别

2017年1月1日，《眾新聞》面世，創辦人包括《明報》前執行總編輯姜國元（安裕）、《明報》前總編輯劉進圖、香港記協前主席麥燕庭、《南華早報》前資深政治編輯楊健興、中大新聞與傳播學院研究教授陳韜文等，並由台灣《蘋果日報》前網路中心總監李月華出任總編輯。《眾新聞》宣佈會透過眾籌、訂戶月費及不帶條件的捐款募集營運資金，最初眾籌目標是三個月內籌500萬元。
創刊首日，《眾新聞》報導的其中一則新聞為「梁振英UGL不清不楚，DTZ日本股權易手」。翌日（2017年1月2日），《眾新聞》作跟進報導「特首辦仍未回應DTZ日本股份，再揭TPG財團離岸公司，梁振英曾任董事」。憑這兩篇報導，《眾新聞》於2018年獲得「金堯如新聞自由獎印刷傳媒組大獎」。
2017年3月22日，《眾新聞》發起眾籌，目標是300萬元。4月10日，李月華表示，Facebook專頁的追隨者已突破3.1萬，點閱率亦每月有增長，但眾籌近20日，僅籌得約38萬元，以達目標的12%。
2020年12月1日，有線新聞部出現人事大變動，40名員工突然被解僱，當中包括專責偵查報道及深入專題的《新聞刺針》的全體成員、有線中國組助理採訪主任黃麗萍、至少兩名港聞記者、剪片部主管、多名攝影師共40人，被裁的員工更需即時離職。「有線中國組」全體編採人員決定辭職抗議，港聞組、國際組、財經組的組主管亦辭職。
2021年1月17日，早前總辭有線新聞中國組的十名原班人馬加入成立「眾新聞中國組」，於2月1日投入運作，於每工作天的晚上九時在網上平台報道中國新聞。
2021年10月8日，《眾新聞》發表以〈鄧炳強拒保證23條不以言入罪　03年港府曾明言不禁非暴力手法〉為題的報導，稱鄧炳強「拒絕承諾立法時會遵守保護表達自由的《約翰內斯堡原則》」。翌日，香港特區政府保安局發出公告，指《眾新聞》企圖令其讀者誤解保安局長鄧炳強就《基本法》二十三條立法的解說，發言人表示：「《眾新聞》指保安局局長拒絕保證《基本法》二十三條立法不以言入罪，實屬誤導，對報道表示遺憾。」
2022年1月2日，成立剛5年的《眾新聞》宣布將於1月4日停止營運。1月3日晚上10時45分，《眾新聞》播出最後的一個節目《香港這一天》，節目報道有關新一屆立法會議員的宣誓情況，並回顧《眾新聞》過去幾年的工作等。節目結束時，主持謝馨怡和陳惠恩亦祝願眾人平安，楊健興最後說：「希望大家留著最好的回憶，黑暗日子盡快過去，大家珍重」。
2023年1月4日，《眾新聞》停止營運一年當日，將網站所有報導下架，Facebook專頁亦已經關閉，而24萬人關注的Instagram 帳戶及近26萬人追蹤的YouTube平台將會在數日內陸續關閉。

## 成員
至2022年1月時，《眾新聞》共有成員四十多人，以下只是部份成員的名單。
| 姓名   | 簡介                     | 備註                         |
| ------ | ------------------------ | ---------------------------- |
| 李月華 | 總編輯及行政總裁         |                              |
| 楊健興 | 主筆、「香港這一天」主持 |                              |
| 司徒元 | 「眾新聞中國組」主管     | 前「有線中國組」主管         |
| 黃麗萍 | 「眾新聞中國組」採訪主管 | 前「有線中國組」助理採訪主任 |
| 徐文傑 | 「眾新聞中國組」主持     | 前「有線中國組」記者         |
| 翁維愷 | 「眾新聞中國組」主持     | 前「有線中國組」記者         |
| 莊芷韻 | 「眾新聞中國組」主持     | 前「有線中國組」記者         |
| 曾海琪 | 「眾新聞中國組」主持     | 前「有線中國組」記者         |
| 王寶熒 | 「眾新聞中國組」主持     | 前「有線中國組」記者         |
| 廖樂欣 | 「眾新聞中國組」主持     | 前「有線中國組」記者         |
| 區翠恩 | 「眾新聞中國組」主持     | 前「有線中國組」記者         |
| 李杏欣 | 「眾新聞中國組」主持     | 前「有線中國組」記者         |
| 廖迪莎 | 「眾新聞中國組」         | 前「有線中國組」記者         |
| 謝馨怡 | 「香港這一天」主持       | 前有線、《蘋果日報》記者     |
| 陳惠恩 | 「香港這一天」主持       | 前有線、《明報》記者         |

## 節目
| 節目             | 播出時間                   | 備註                                     |
| ---------------- | -------------------------- | ---------------------------------------- |
| 「眾新聞中國組」 | 星期一至五，晚上9時。      | 最後一集於2022年1月3日晚上9時30分播出。  |
| 「香港這一天」   | 星期一至五，晚上10時30分。 | 最後一集於2022年1月3日晚上10時45分播出。 |

## 合作媒體
- 眾聲號
  - 由香港電台《鏗鏘集》前監製和部分已離職的編導組成的團隊，紀錄香港人和事的平台。節目包括關注社會時事的《眾聲集》，以及側重人物對談的《冒號開引號》

## 獎項及表彰

### 第九屆金堯如新聞自由獎
2018年3月17日，在第九屆金堯如新聞自由獎頒獎禮中，眾新聞憑於2017年1月1日及2日刊出的「UGL梁振英日本DTZ調查」報道，獲得印刷傳媒組大獎。獲獎報道為：
- 「梁振英UGL不清不楚　DTZ日本股權易手」[16]
- 「特首辦仍未回應DTZ日本股份　再揭TPG財團離岸公司　梁振英曾任董事」[17]

### 2021年紐約電視電影節人道紀錄片
| 得獎類別        | 入圍作品標題 |
| --------------- | ------------ |
| 人道紀錄片 金獎 | 《紅磚危城》 |

| 得獎類別          | 入圍作品標題                                                              | 得獎者                          |
| ----------------- | ------------------------------------------------------------------------- | ------------------------------- |
| 多媒體 優異奬     | 721 元朗恐襲互動專頁 （页面存档备份，存于）                               | Egon Sung, 張凱傑 , Cherry Wong |
| 解釋性特寫 優異奬 | 三大狀引歐洲案例：速龍小隊制服沒展示警員編號疑違憲 （页面存档备份，存于） | 吳婉英                          |

### 亞洲出版業協會「2020 年度卓越新聞獎」[19]
| 得獎類別       | 類別   | 入圍作品標題                        | 得獎者            |
| -------------- | ------ | ----------------------------------- | ----------------- |
| 卓越數據圖像獎 | 中文組 | 721 元朗恐襲 （页面存档备份，存于） | Egon Sung, 張凱傑 |

### 2019年人權新聞獎[20]
| 得獎類別               | 入圍作品標題 | 得獎者           |
| ---------------------- | --- | ---------------- |
| 評論 (中文) 大獎       | 3任司長逾10案不涉律政司人員，律政司亦取獨立法律意見江樂士：鄭若驊不理解外判政策 （页面存档备份，存于）                  | 吳婉英           |
| 調查專題 (中文) 優異奬 | 「救救小孩」拆解虐兒問題 （页面存档备份，存于）                                                                         | 特約記者：葉潔明 |
| 突發新聞 (中文) 優異獎 | 旺角衝突梁天琦等6人被控暴動罪 文章一 （页面存档备份，存于） 旺角衝突梁天琦等6人被控暴動罪 文章二 （页面存档备份，存于） | 前記者：戴晴曦   |

### 2018年人權新聞獎[21]
| 得獎類別                                      | 入圍作品標題                                                | 得獎者 |
| --------------------------------------------- | ----------------------------------------------------------- | ------ |
| 多媒體 (中文) 大獎                            | 社運抗爭資料庫 （页面存档备份，存于）                       | 吳婉英 |
| 文字及印刷組 – 評論 (中文) 優異奬             | 英國一地兩檢本地立法：不全面引入法律 （页面存档备份，存于） | 林勵   |
| 大學及大專組別 – 文字及印刷媒介 (中文) 優異獎 | 六四28周年系列                                              | 莊曉彤 |

## 法律訴訟

#### 黃浩告《眾新聞》誹謗被駁回需支付11萬港元訟費
案件編號：HCA 2854/2017
商人黃浩指《眾新聞》2017年11月的報道「《壹週刊》交易若未能完成 壹傳媒不排除控告買方」 （页面存档备份，存于）屬誹謗，2017年12月入稟香港高等法院，要求法庭下令《眾新聞》「刪除該報道或永久移除報道存檔、禁制《眾新聞》所有人士再發表該誹謗內容或類近的報道，以及要求賠償」 。2019年4月29日法官聽取雙方的陳詞後，駁回黃浩的申請，並下令黃浩支付11萬港元訟費。

## 機構停運
2021年12月29日，《立場新聞》的多位現任或前高層，包括前總編輯鍾沛權、署任總編輯林紹桐、前董事周達智、吳靄儀、方敏生、何韻詩及前《蘋果日報》副社長陳沛敏被警方以「涉嫌串謀發布煽動刊物」罪拘捕，並在辦公室檢走多部電腦及文件，《立場新聞》即時停止運作。
2022年1月2日，《眾新聞》在社交網站發文向讀者告別，文中表示：2017年《眾新聞》成立是因為多名資深傳媒工作者對香港新聞自由狀況感憂慮，希望可以傳承專業新聞精神，回歸新聞初心。五年來，雖然資源極度缺乏，《眾新聞》仍然慢慢地走出一條小路，當中包括獨家新聞、調查、評論、中國新聞等，團隊由十人增加至數十人。但因為過去兩年社會的劇變，傳媒工作者的生存環境不斷惡化，無法毫無擔憂地的工作。《眾新聞》有如身在風眼的小船，在嚴峻環境下，必須先確保船上人員的平安，因此宣布将于1月4日停止营运，网站不再更新，並将會关闭。
總編輯及行政總裁李月華見傳媒時表示，停運是經過評估而所作的最好決定，原因是客觀環境已經改變，她無法拿捏一個報道或一句說話，會否觸犯法例。主筆楊健興說，受了《立場新聞》停運所觸發，令他們擔心會觸犯法例，因為記者不能清楚掌握執法的界線，所以不能在平安及安全的情況下工作下去，停運是無可奈何的選擇。他亦聽到一些訊息，指網媒會被處理。
眾新聞發出聲明後，其合作伙伴「眾聲號」亦於同日晚上10時宣布，兩個在眾新聞平台播放的《眾聲集》及《冒號開引號》節目，也會即時停止製作。

### 各界反應

#### 支持《眾新聞》
- 「眾聲號」監製李賢哲指「『時局變幻，如常紀錄』，但時局的變幻，令我們無法裝作如常。」[33]
- 香港記者協會對《眾新聞》停運深感痛心及遺憾。聲明提到，《立場新聞》及兩名現任或前任高層在2021年12月29日被控「串謀發布煽動刊物」罪，而不足一星期，《眾新聞》疑憂慮「寒蟬效應」而停運。對於《眾新聞》的停運，記協表示「多謝《眾新聞》，也感謝一眾謹守崗位的同業。」記協相信在傳媒界風雨飄搖、風高浪急時，同舟共濟更為重要。記協另指，香港被喻為「亞洲國際都會」，資訊流通與新闻自由是不可或缺的，再有傳媒機構停運，對香港聲譽所受的影響難以估計，促請港府履行《基本法》對新聞及資訊流通自由應有的保障。[35]
- 《獨立媒體》的創辦人葉蔭聰表示，近年來媒體受到的政治壓力越來越大。《蘋果日報》及《立場新聞》相繼被起訴，令傳媒出現寒蟬效應。加上政府對「煽動」沒有清晰定義，這使傳媒營運受有很大壓力。他指特首林鄭月娥聲稱「寒蟬效應不存在」及「對政府的批評仍然存在」的說法是偷換概念，雖然部份親建制媒體有時會批評政府，但性質與親民主派的媒體不同。[36]
- 香港浸會大學新聞系高級講師呂秉權形容，傳媒已經出現寒蟬效應，餘下的傳媒在報道前會「三思」，包括更謹慎選擇受訪對象，以免報道被解讀為「煽動」。[37]
- 《世界日報》評論分析，北京害怕港人的自由思想傳入大陸，所以要消滅香港一切自由民主的聲音。並抨擊港府甘願作北京傀儡，向港人開刀，趕盡殺絕。[38]
- 臺灣《風傳媒》評論指，隨著香港特區政府全力配合北京政策，不斷動用公權力打壓獨立媒體，《眾新聞》的停刊是遲早的事。[39]

#### 反對《眾新聞》
- 大公報文章列出《眾新聞》的「三點罪狀」，其一是於2021年6月16日及21日在中環國際金融中心商場及元朗形點商場直播期間騷擾在場便衣警員，其二是於2021年4月7日「炒作」教育局2010/11年度推出的「情意及社交表現評估套件」中的「國民身份認同」量表；三是於2021年10月8日刊發題為「鄧炳強拒保證23條不以言入罪」的報道，稱鄧炳強「未有保證，只是空泛地重申拘捕及檢控要看意圖證據」[40]。
- 文匯網記者表示，《眾新聞》曾刊出以偏頗手法解讀官員回答提問的報道，是與《蘋果日報》、《立場新聞》等媒體互相呼應，如今機構停運，完全是咎由自取，與人無尤。[41]

## 外部連結
- 官方网站
- 眾新聞的Facebook專頁
  - 眾節目的Facebook專頁
- 眾新聞的Instagram帳戶
  - 眾聲集的Instagram帳戶
- 眾新聞的X（前Twitter）
- YouTube上的眾新聞頻道
- 香港網絡大典上的相关条目：眾新聞
- 眾新聞 Citizen News - YouTube (From 2016 to 2022) BT Torrent （页面存档备份，存于） （3,546 videos | 187.0 GB）